# Arwaicheer
Arwaicheer (mongolisch Арвайхээр) ist die Hauptstadt der mongolischen Provinz Öwörchangai im Zentrum des Landes. Die Stadt ist ein Zentrum für traditionelle Kunst, Viehhaltung und den Reitsport. Der Ort ist der Schauplatz eines jährlichen regionalen Pferde-Festes. Die Stadt wurde nach einem berühmten Rennpferd aus dem 18. Jahrhundert benannt.

## Lage und Größe
Die Stadt liegt fast genau in der Mitte der Mongolei in der Steppe 1913 m. ü. d. M., 430 km von der Hauptstadt Ulaanbaatar entfernt. Südlich der Stadt geht die Steppenvegetation langsam in die Wüste Gobi über.
Die Einwohnerzahl Arwaicheers betrug 19.058 (2000 Zensus), 23.298 (2004 gesch.), 24.200 (2006 gesch.). Damit ist Arwaicheer mit weitem Abstand die größte Ortschaft des gesamten Aimags.

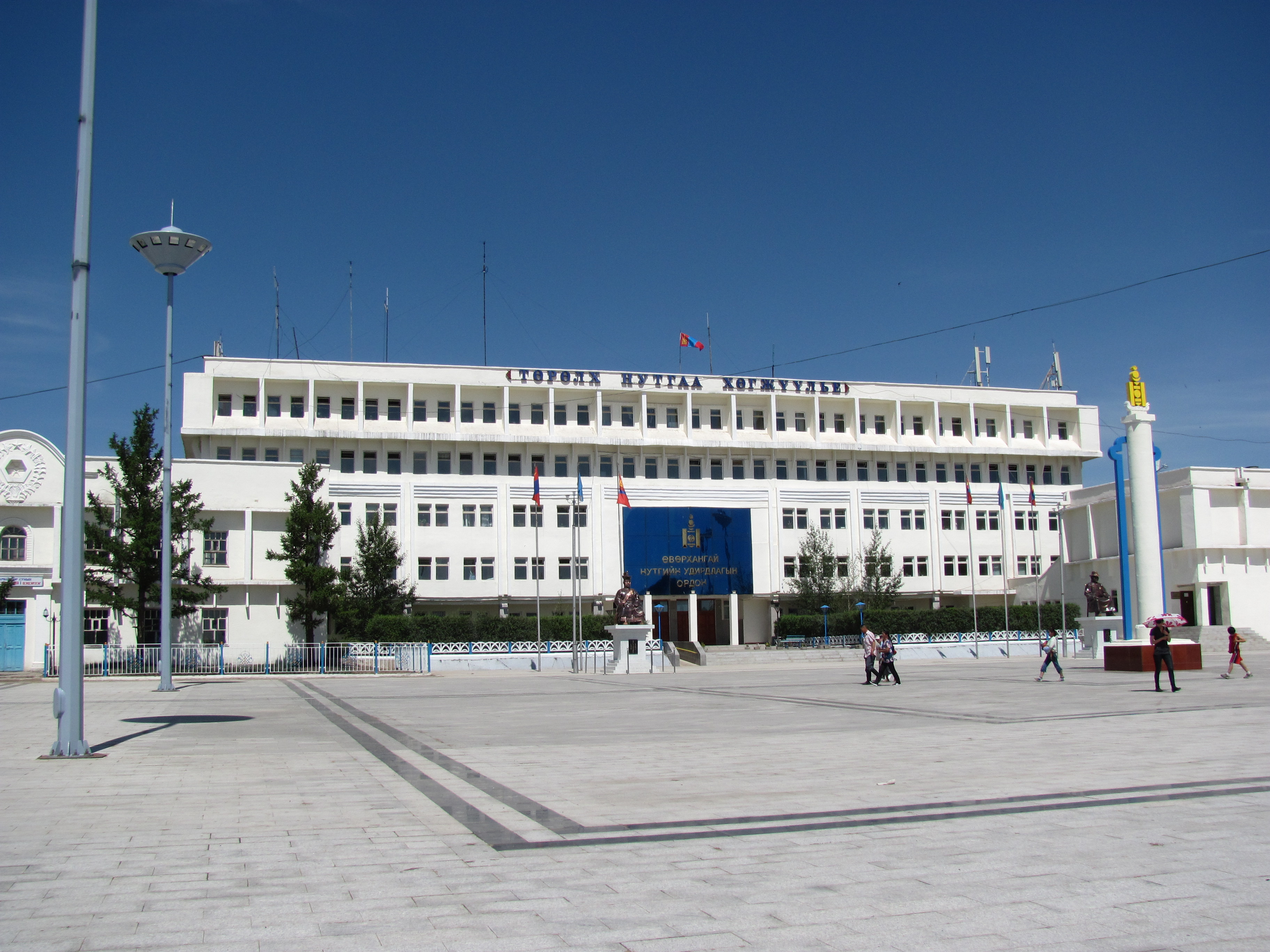
Stadtverwaltung am Zentralplatz

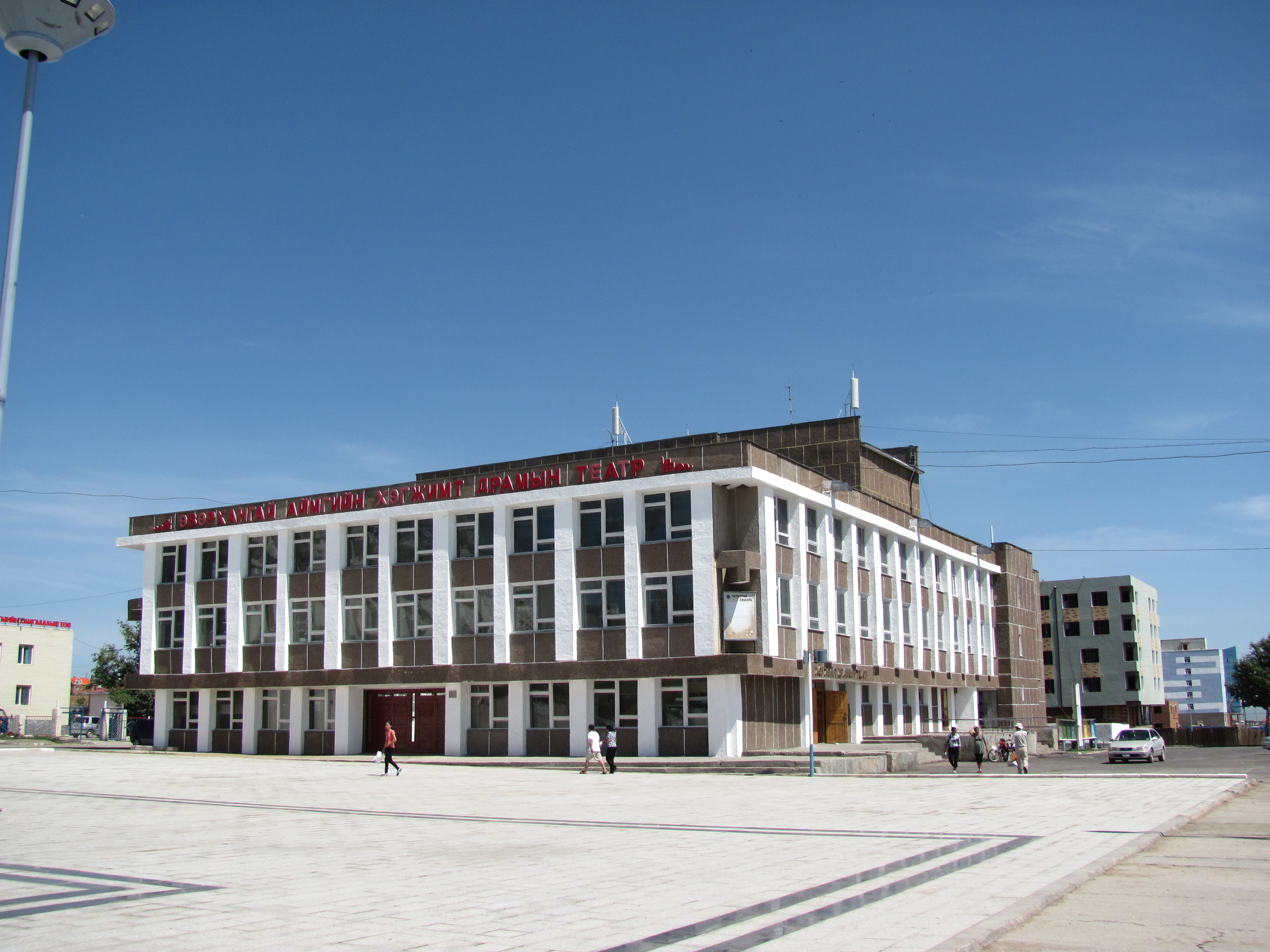
Stadttheater

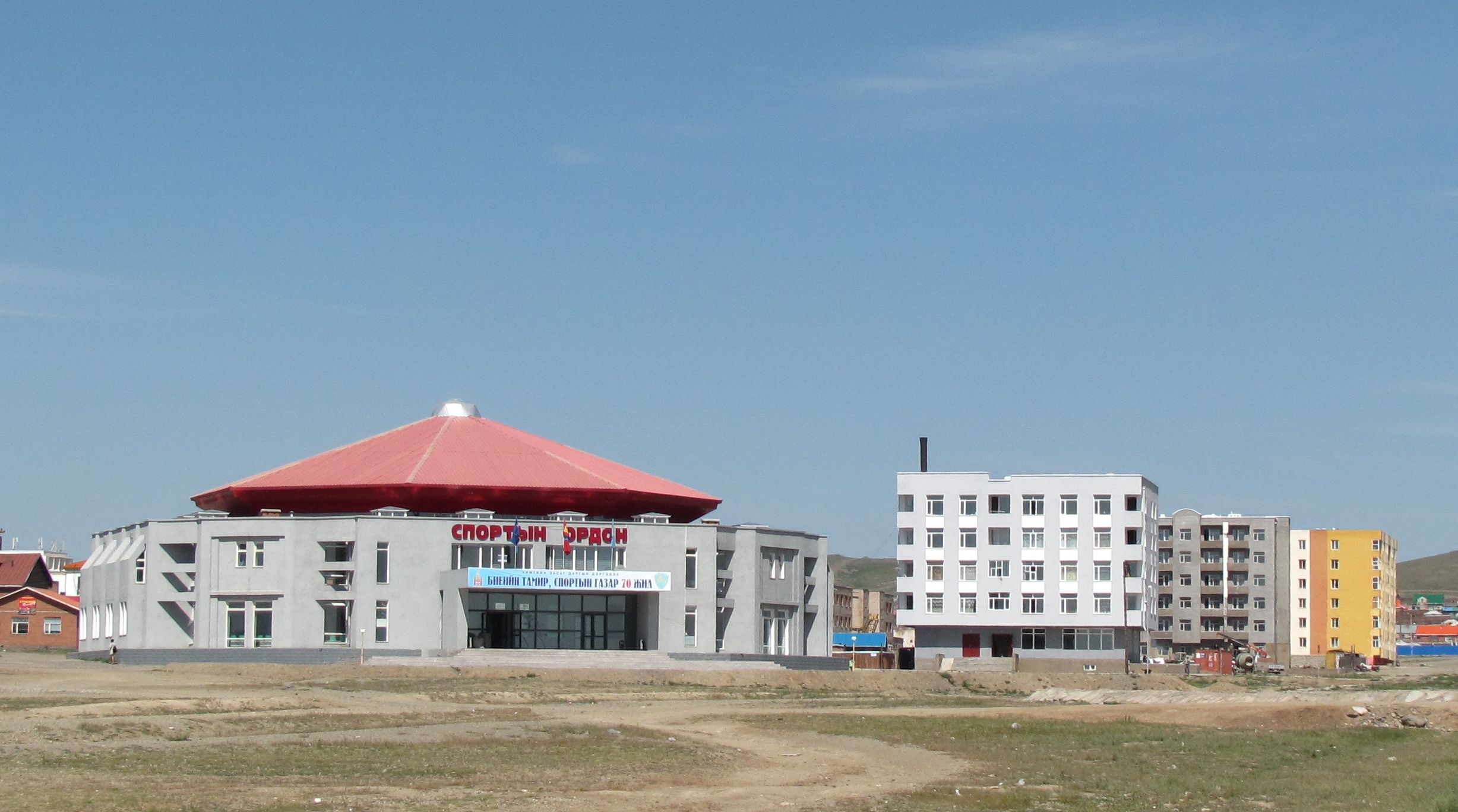
Sportpalast

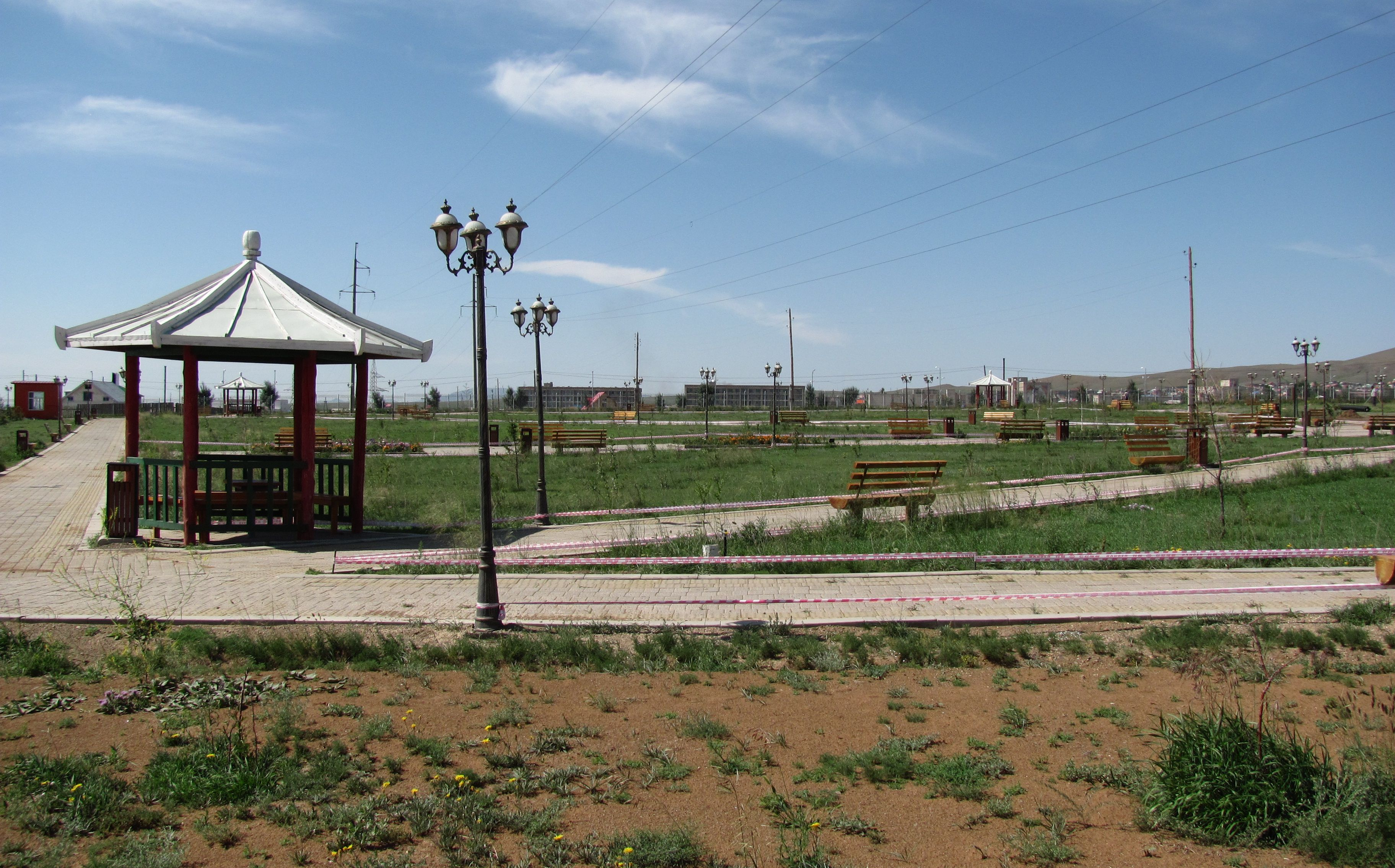
Park

## Verkehr
Arwaicheer besitzt etwa 1 km südlich der Stadt einen Flughafen mit einer 1,5 km langen, unbefestigten Piste. Von hier aus gehen Flüge in die Hauptstadt Ulaanbaatar.
Mit der Hauptstadt ist Arwaicheer außerdem über eine Asphaltstraße verbunden, auf der Linienbusse verkehren. In den Norden und Süden des Aimags führen Pisten.

## Sehenswertes und Infrastruktur
Arwaicheer war bis 1990 Sitz eines Kommandos der Sowjetarmee, deren Anwesenheit die Architektur der Stadt früher erheblich prägte. In den letzten Jahren wurden allerdings zahlreiche öffentliche Gebäude renoviert bzw. neu errichtet wie z. B. der Sportpalast im Osten der Stadt. Gegenüber wurde ebenfalls ein großer Park neu angelegt, unweit davon entstand ein Vergnügungspark für Kinder. Ein weiterer Park entsteht gerade westlich der Innenstadt, was bei dem trockenen Klima – im Durchschnitt fallen im Aimag nur 254,2 mm Niederschlag jährlich – mit erheblichen Schwierigkeiten verbunden ist. Im Gegensatz zu den meisten Städten der Mongolei leben die meisten Einwohner Arwaicheers nicht in Jurten, sondern in festen Gebäuden aus Holz oder Stein.
Sehenswert ist an dem quadratisch angelegten zentralen Platz der Stadt das renovierte Gebäude der Stadtverwaltung, gegenüber erhebt sich das ebenfalls renovierte moderne Stadttheater. Südlich des Platzes verläuft die breite, baumbestandene Hauptstraße der Stadt, an der noch zwei Denkmäler aus der Zeit vor 1990 beachtenswert sind. Ansonsten erinnert in Arwaicheer nur noch wenig an die Zeit der Mongolischen Volksrepublik.
Das relativ große Kloster Gandan Muntsaglan Khiid liegt etwa 1 km vom zentralen Platz entfernt. Es wurde 1937 bei den antibuddhistischen Ausschreitungen unter dem damaligen Staats- und Parteichef Chorloogiin Tschoibalsan zerstört und 1991 wieder eröffnet. Zurzeit leben hier etwa 60 Mönche.
Im Aimagmuseum sind unter anderem Fossilien und Funde aus Karakorum ausgestellt. Ein weiteres Museum in Arwaicheer ist einem der bedeutendsten Künstler der Mongolei gewidmet, dem lamaistischen Mönch Dsanabadsar.
Als Hauptstadt eines Aimags ist Arwaicheer Sitz verschiedener Behörden. Die Stadt verfügt ebenfalls über ein großes Krankenhaus, Kindergärten und verschiedene Schulen und Bildungseinrichtungen. Im Stadtzentrum befinden sich drei Hotels, ein Internetcafé, mehrere Gaststätten und zahlreiche Geschäfte, so dass die Einkaufsmöglichkeiten für mongolische Verhältnisse gut sind.

## Persönlichkeiten
- Urantschimegiin Mönch-Erdene (* 1982), Boxer, Medaillengewinner bei Asien-, Weltmeisterschaften und Olympia